# Piusorden
Der Piusorden (andere Schreibweise Pius-Orden, italienisch Ordine Piano) ist ein päpstlicher Verdienstorden. Da keine Christus- und Spornritter mehr ernannt werden, ist er heute der höchste Verdienstorden des Heiligen Stuhls. Er wird unmittelbar vom Papst für diplomatische Verdienste verliehen.

## Geschichte
Der Verdienstorden bezieht sich auf das Collegio dei Cavalieri Pii, dessen Mitglieder als Pii Partecipanti bezeichnet wurden, welches im März 1560 von Papst Pius IV. mit dem päpstlichen Erlass Pii patris amplissi gegründet wurde. Diese 375 Ritter bildeten den Laienhof des Papstes und waren eine Gruppe von Edelleuten, gleichgestellt den Geheimkämmerern mit Schwert und Mantel und der Nobelgarde. Die Zugehörigkeit zum Kollegium der Piani beinhaltete die Aufnahme in den Adel, verbunden mit dem Titel eines Hofpfalzgrafen. Mit der Zeit verlor diese Institution einen großen Teil ihrer Privilegien, und die mit der Auszeichnung Cavalierato Piano versehenen Personen behielten nur den Titel der Offizialen der Apostolischen Kammer.
Der Piusorden als Auszeichnung wurde von Papst Pius IX. am 17. Juni 1847 in Gedenken an den ersten Jahrestag seiner Papstwahl zur Belohnung von „Männertugend und Verdienst“ gestiftet. Mit dem Breve Cum Hominum Mentes vom 17. Juni 1849 bestätigte Papst Pius IX. alle Adelsprivilegien, die zu dieser herausragenden Auszeichnung gehörten, indem er sie zu der einzigen erhob, mit welcher der Adelstitel des Heiligen Stuhls (nobilitante) verliehen wurde. Die Insignien sind ein achtspitziger, golden gefasster dunkelblauer Stern mit goldenen Flammen zwischen den Armen. In der Mitte befindet sich ein weißer Schild mit dem Namen PIVS IX in Gold. Um den Schild verläuft ein goldener Rand mit der Devise virtuti et merito (lat. „für Tugend und Verdienste“). Auf der Rückseite befindet sich die Jahreszahl MDCCCXLVII.
Mit einem Breve vom 11. November 1856 teilte Papst Pius den Orden in drei Klassen ein:
1. Großkreuz-Ritter (Cavalieri di Gran Croce)
2. Komture (Commendatori)
3. Ritter (Cavalieri)

Das Adelsprivileg blieb dabei nur den beiden ersten Klassen vorbehalten (Gran Croce mit dem Erbadel und folglich übertragbar sowie Commendatori mit persönlichem Adel). Für die dritte Klasse der Ritter wurde im Apostolischen Schreiben keine Angabe des Adels gemacht.
Durch Reform und Restauration der päpstlichen Ritterorden, die unter Pius X. mit dem Breve Multum ad excitandos vom 7. Februar 1905 erfolgte, wurde für den Ordine Piano die zusätzliche Klasse der Komturen mit Stern eingeführt, die dem Großkomtur entspricht.
Der Ordine Piano wurde 1939 von Pius XII. erneuert und am 25. Dezember 1957 umgestaltet. Da Verleihungen des Christusordens (Ordine Supremo del Cristo) und des Ordens vom Goldenen Sporn (Ordine dello Speron d'Oro) sehr selten stattfanden, wurde die Klasse der Collane-Ritter (Cavalieri di collare) gegründet.
Mit dem Motu proprio von Papst Paul VI. vom 15. April 1966 stabilisierte sich die Verleihung des Ordine Piano an die Herrscher und Staatschefs, welche an einem offiziellen Besuch beim Papst teilnahmen.
In der Rangordnung der päpstlichen Verdienstorden und Ehrenzeichen steht der Piusorden an 3. Stelle.

## Ordensklassen

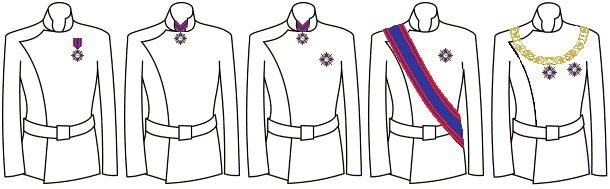
Trageweise des Ordens, von links nach rechts aufsteigend

Gemäß der Reform, die Papst Johannes Paul II. 1993 durchführte, gibt es heute für den Ordine Piano folgende Einteilung der Klassen:
- Collane-Ritter (Cavalieri e Dame di Collare), verliehen an Staatsoberhäupter
- Großkreuz-Ritter (Cavalieri e Dame di Gran Croce), verliehen an Regierungschefs und Außenminister
- Komtur mit Stern (Commendatori e Dame di Commenda con placca), verliehen an Botschafter und bevollmächtigte Minister
- Komtur (Commendatori e Dame di Commenda), verliehen an andere Diplomaten
- Ritter (Cavalieri e Dame), verliehen an Laien und Kleriker aufgrund persönlicher Verdienste um den Heiligen Stuhl

## Ritter (Auswahl)
- 1851 wurde der Piusorden an Johann Peter Joseph Monheim aus Aachen verliehen;
- 1885 erhielt der preußische Gesandte Kurd von Schlözer, ein Protestant, das Großkreuz des Ordens
- 1901 an Generalfeldmarschall Graf Alfred von Waldersee, der die internationalen Truppen in China beim Boxeraufstand erfolgreich geführt hatte.
- 1956 verlieh Papst Pius XII. den Piusorden an den französischen Außenminister Robert Schuman.
- 1971 verlieh Papst Paul VI. die Collane des Ordens Pius IX. an den Kommandanten der Päpstlichen Schweizergarde, Robert Nünlist.
- 1994 erhielt Kurt Waldheim (Bundespräsident Österreich 1986–1992) den Piusorden von Johannes Paul II.
- 2004 wurde Johannes Rau (Bundespräsident Deutschland 1999–2004) bei seinem Besuch bei Johannes Paul II. mit dem obersten Rang des Piusordens ausgezeichnet.
- 2005 wurde Silvio Berlusconi von Papst Benedikt XVI. zum Großkreuz-Ritter des Piusordens ernannt.